# وادي عتبن
وادي عتبن هو واد صغير في تهامة بلاد بلقرن في العرضيات تسيل مياهه من جنوب قرى فرعة بني سهيم حتى يصب في وادي الرحمان من الشمال.